# The George Foundation
The George Foundation  —  индийская некоммерческая организация, базирующаяся в Бангалоре. Основная цель фонда - благополучие и расширение прав и возможностей экономически и социально неблагополучных групп населения в Индии.

## История
Некоммерческая организация «The George Foundation» основана доктором Абрахамом М. Джорджем в 1995 году.
Фонд разработал и реализует ряд проектов, направленных на снижение уровня бедности, повышение уровня образования и здравоохранения, предотвращение отравления свинцом, расширению прав и возможностей женщин.
В 1997 году фондом был запущен проект «Lead-Free» (рус. «Без свинца»), чтобы выявить уровень свинца в крови детей и беременных женщин в городских условиях. В феврале 1999 года в Бангалоре, фонд провёл 3-дневную международную конференцию, связанную с проблемами отравления свинцом. Спонсорами этой конференции выступили Всемирная организация здравоохранения, Всемирный банк, Агентство по охране окружающей среды США, и американские Центры по контролю и профилактике заболеваний. После этого мероприятия, в Индии начали очищать бензин от свинца .
«The George Foundation» также создал «Индийский институт журналистики и новые СМИ» (IIJNM). Согласно официальному сайту фонда, «IIJNM» был основан «TGF» и Шри Адикунканаджири Маазамстаном в 2001 году. Учебная программа была разработана в сотрудничестве с колумбийским университетом высшей школы журналистики в Нью-Йорке. «TGF» рассматривают институт, как способ улучшить общественное и частное управление, поощряя сильную и независимую прессу.
«The George Foundation» также помогает женщинам в получении образования, в том числе профессионального, организации фермерских кооперативов, сберегательных схем и развитии собственного бизнеса женщин.